# America's Army
 (novembre 2018).
Si vous disposez d'ouvrages ou d'articles de référence ou si vous connaissez des sites web de qualité traitant du thème abordé ici, merci de compléter l'article en donnant les références utiles à sa vérifiabilité et en les liant à la section « Notes et références ».
America's Army est un jeu vidéo de tir tactique multijoueur en vue subjective. La première version, sous-titrée Recon, est sortie le 4 juillet 2002, conçue par les forces armées des États-Unis afin d'améliorer l'image de l'US Army et d'inciter les gens à s'enrôler. Elle est disponible gratuitement pour Windows. Un portage pour les consoles PlayStation 2 et Xbox a été réalisé en collaboration avec Ubisoft. Le portage des versions Linux et Mac OS X a été abandonné avec la version 2.6. Depuis la version 2.8 le jeu intègre un éditeur de cartes basé sur l'Unreal Engine.
De nombreuses compétitions internationales se déroulent sur ce jeu, notamment la « TWL » (TeamWarfare League) et la « CALEAGUE » (Cyberathlete Amateur League) pour les plus connues où les niveaux sont très élevés.

## Principes de jeu

### Généralités
Le joueur incarne un soldat de l'US Army sur des cartes de type assaut.
Avant de pouvoir jouer en ligne, il doit accomplir une série d'entraînements de base. Il peut aussi effectuer des entraînements supplémentaires qui lui permettront de jouer comme tireur d'élite, médecin, parachutiste et force spéciale.
La particularité de ce jeu est que le joueur se voit toujours comme un soldat de l'US Army, et voit toujours ses ennemis comme une force étrangère, qu'il choisisse d'aller dans l'équipe d'assaut ou de défense.
Le joueur a le choix entre des cartes dites "multijoueurs" ou des cartes "coopération". Dans le premier cas, deux équipes de joueurs humains s'affrontent, tandis qu'en "coopération" une équipe humaine est opposée à l'IA du jeu.

### Stratégie
Contrairement à certains FPS qui se jouent en "chacun pour soi", AA  préfère le travail d'équipe. Ainsi, dans des parties, on voit parfois évoluer les soldats par petits groupes de 2 à 4. Comme, au cours d'une même partie, les soldats n'ont pas le même équipement, il peut être intéressant de s'associer afin de former des groupuscules polyvalents. Cette spécificité influence la manière dont les joueurs évoluent mais ne transforme pas AA en jeu d'infiltration comme la série Commandos.

### Hiérarchie, honneur et expérience
De plus, chaque joueur dispose d'un compte en ligne qui est mis à jour à chaque partie officielle. Au fur et à mesure que le joueur progresse, il gagne ainsi des points d'expérience qui lui permettent d'améliorer son honneur (« honor »). Contrairement aux jeux de rôles cette expérience n'apporte pas de capacités supplémentaires au joueur. Toutefois, elle confère un certain prestige au joueur qui a hâte d'augmenter son honneur. C'est également un moyen de répression des joueurs irrespectueux: en effet si un soldat blesse ou tue des membres de son équipe, il perd de l'expérience. L'échelle de l'honneur est organisée comme ceci:
Honneur: expérience requise pour augmenter l'honneur d'une unité

01-10: 500

11-20: 1,000

21-30: 2,500

31-40: 4,000

41-50: 6,000

51-60: 9,000

61-70: 13,000

71-80: 23,000

81-90: 43,000

91-99: 83,000
On peut donc établir les correspondances suivantes :

Honneur = expérience correspondante

10 = 5000

15 = 10,000

20 = 15,000

30 = 40,000

40 = 80,000

50 = 140,000

60 = 230,000

70 = 360,000

80 = 590,000

90 = 1,020,000

100 = 1,850,000

## Armes du jeu
L'armement américain
- M16A2 (Assault Rifle) Fusil d'assaut
- M4A1 Carbine SOPMOD (Special Operations Peculiar Modification) Fusil d'assaut
- M203 Grenade Launcher Lance Grenade
- M249 SAW (Squad Automatic Weapon) Mitrailleuse légère
- M24 SWS (Sniper Weapon System) Fusil sniper
- M82 Barrett rifle Fusil Sniper
- SPR (Special Purpose Rifle) Fusil((en)SPR (en))
- M9 (Pistolet Beretta 92F) Pistolet
- M67 Grenade à fragmentation
- M83 Grenade à fumigène blanc
- M84 Grenade aveuglante
- AN-M14 TH3 Grenade incendiaire
- AGP-DB14 (Door Breacher 14) Bélier
- M136 AT-4 Roquette
- M141 BDM (Bunker Defeat Munition)  Roquette
- FGM-148 Javelin Missile antichar portable

L'armement dit "opfor" (='opposing force') ou terroriste et armement dit "IF" (='forces indigènes' ou alliés)
- AK-47 Fusil d'assaut
- AKS-74U Fusil d'assaut
- GP-30 (Grenade Launcher) Lance grenade ((en) GP-30)
- Kalachnikov RPK Fusil mitrailleur
- Mosin-Nagant Fusil sniper
- SVD (Snaiperskaya Vintovka Dragunova) Fusil de précision Dragunov
- VSS (Vintorez Silenced Sniper) Fusil automatique sniper silencieux ((en) VSS)
- RGD-5 Grenade
- RDG-2 Grenade
- Zarya Stun Grenade Grenade aveuglante
- RPG  (Rocket propelled grenade) Lance-roquettes

## Historique
Historique des versions'
- 1.0.0 (AA: Recon) - 4 juillet 2002
- 1.0.1 (AA: Operations) - 12 juillet 2002
- 1.0.1b (AA:O) - 25 juillet 2002
- 1.1.1 (AA:O) - 1er août 2002
- 1.2.0 (AA:O) - 22 août 2002
- 1.2.1 (AA:O) - Octobre 2002
- 1.3 (AA:O) - Octobre 2002
- 1.4 (AA:O) - Novembre 2002
- 1.5 (AA:O) - Décembre 2002
- 1.6 (AA:O) - 16 mars 2003
- 1.7 (AA:O) - 21 avril 2003
- 1.9 (AA:O) - 8 août 2003
- 2.0 (AA:Spécial Forces) - 6 novembre 2003
- 2.0a (AA:SF) - 21 décembre 2003
- 2.1 (AA:SF Downrange) - 1er juin 2004
- 2.2.0 (AA:SF Vanguard) - 19 octobre 2004
- 2.2.1 (AA:SF Vanguard) - 18 novembre 2004
- 2.3 (AA:SF Firefight) - 18 février 2005
- 2.4 (AA:SF Q-Course) - 16 mai 2005
- 2.5 (AA:SF Direct Action) - 13 octobre 2005
- Xbox (AA:Rise of a Soldier) - 16 novembre 2005
- 2.6 (AA:SF Link-Up) - 9 février 2006
- 2.7 (AA:SF Overmatch)- 14 septembre 2006
- 2.8 (AA:SF Coalition)- 21 décembre 2006
- 2.8.1 (AA:SF Overmatch)- 22 mars 2007
- 2.8.2 (AA:SF Overmatch)- 7 septembre 2007
- 2.8.3 (AA:SF Overmatch)- 31 janvier 2008
- 2.8.3.1 (AA:SF Overmatch) - 26 mars 2008
- 2.8.4 (AA:SF Overmatch) - 9 octobre 2008
- 2.8.5 (AA:SF Overmatch) - 11 avril 2009
- 3.0.0 - 17 juin 2009
- 4.0 BETA (AA:Proving Grounds) - 29 août 2013

Le gouvernement des États-Unis a débloqué un budget de 7 000 000 de dollars américains pour développer ce jeu et son développement est prévu sur 10 ans.
Le jeu est basé sur le moteur graphique Unreal Engine 2.5, développé par Epic et utilisé notamment pour Unreal Tournament 2004. Il passera à l'Unreal Engine 3 à la version 3.0 du jeu.
La version actuelle d'America's Army est "Proving Grounds".

## Cartes jouables en ligne
Cartes de la version 2.8.5
Dusk - SF Dockside - SF Extraction - SF Courtyard - SF Blizzard - SF PCR - SF Water Treatment - Woodland Outpost - Urban Assault - SF Taiga - SF Oasis - SF Village - SF Arctic - SF Sandstorm - SF CSAR - SF Pipeline - SF Recon - SF Hospital - SF Hospital SE (2.8.2) - Mountain Pass SE (Second Edition) - Bridge SE - Radio Tower - Rummage (2.8.2) - Weapons Cache SE - River Basin - Mountain Pass - JRTC Farm - Weapons Cache - Mountain Ambush - Swamp Raid - FLS Assault - HQ Raid - Collapsed Tunnel - Insurgent Camp - Pipeline - Bridge Crossing - MOUT McKenna - SF Snakeplain (2.7) - Interdiction (2.7) - Steamroller (2.7) - Border - SMU GH River Village(2.8.1) - SMU GH SF refinery(2.8.1) - SMU GH SF old town(2.8.1) - SMU GH SF Flood Gate(2.8.1) - Operation Shrouded Eagle (2.8.3) - Canyon (2.8.4) - District (2.8.4).ES2 Border (2.8.5)
Depuis la version 2.8 le jeu intègre un éditeur de cartes basé sur le Unreal Engine.

## Polémique
Dans sa chanson Die Jugend Marschiert, le groupe punk rock militant Propagandhi fait une critique du jeu en le présentant comme une méthode illégitime d'endoctrinement militaire à l'égard des jeunes. Le groupe a réservé le nom de domaine americasarmy.ca dans le but de faire un pastiche du site internet du jeu afin de diffuser la chanson et ses paroles.